# های دونگ
های دونگ (به لاتین: Hải Dương) یک شهر در ویتنام است که در استان های دونگ واقع شده‌است.

## خصوصیات
های دونگ ۷۱٫۳۹ کیلومترمربع مساحت و ۲۵۳٬۸۹۳ نفر جمعیت دارد.

## خواهرخوانده
شهر مونتروی، سن-سن-دنی خواهرخواندهٔ های دونگ هست.